# کینه (فیلم ۲۰۲۰)
کینه (انگلیسی: The Grudge) یک فیلم ترسناک فراطبیعی به کارگردانی نیکلاس پس و محصول کشور آمریکا است. داستان این فیلم در بازه زمانی فیلم کینه محصول ۲۰۰۴ اتفاق می‌افتد.